# Збігнев Жепецький
Збі́гнев Жепе́цький (пол. Zbigniew Rzepecki; 20 березня 1901, Любачів — 1972) — польський архітектор. 

## Біографія
Народився 20 березня 1901 року в Любачеві в родині Ігнатія Жепецького і Софії з Вільків.
Закінчив гімназію в Закопаному. Служив у Легіонах польських, а пізніше — у Війську польському. Брав участь у двох сілезьких повстаннях. 1924 року закінчив факультет архітектури у Львівській політехніці. 1925 року став членом Політехнічного товариства у Львові. Спроектував ряд споруд у Польщі у стилі функціоналізму та інших стилях. Проживав у Катовицях на вулиці Аструв 8/4. З початком війни переїхав до Тарнова. Помер 1972 року в горах y Поляні під Волошином Татранського повіту. Точна дата смерті невідома. Був одружений з Вандою з Пательських, архітектором, шлюб від 18 червня 1930 року. Мав сина Марека. Архітектором був також брат Збігнева — Єжи Жепецький.
Роботи
- Нереалізований проєкт критого ринку у стилі функціоналізму на площі Зерновій у Львові (1920-ті, конструктивну частину розробив Адам Курилло).[6]
- Конкурсний проєкт костелу Короля Христа у Станиславові (1925, тепер Івано-Франківськ). Придбаний організаторами.[7]
- Нереалізований проєкт критого ринку у на місці Городоцького цвинтаря у Львові (1927).[6]
- Конкурсний проєкт торгового центру в Познані (1927, співавтор Станіслав Домашевський).[8]
- Житловий будинок у стилі кубізму на вулиці Генерала Грекова, 8 у Львові (1928).[9]
- Павільйон виставки архітектурних проєктів на Східних торгах у Львові.[10]
- «Дім повстанця шльонського» у стилі функціоналізму на вулиці Матейка, 3 в Катовицях (1936—1937)[джерело?].
- Костел Божого Милосердя в Жепеннику Стшижевському, збудований після Другої світової війни. Проект костелу і всього внутрішнього оздоблення Жепецький зробив безкоштовно.[4]
- Палац культури в Домброві Гурничій (1951—1958).[11] У березні-квітні 1953 року проект експонувався  на Першій загальній виставці архітектури Народної Польщі у Варшаві.[12]
- Будинок пошти в Сосновці.[2]

Дім на вул. Генерала Грекова, 8 у Львові (1928).
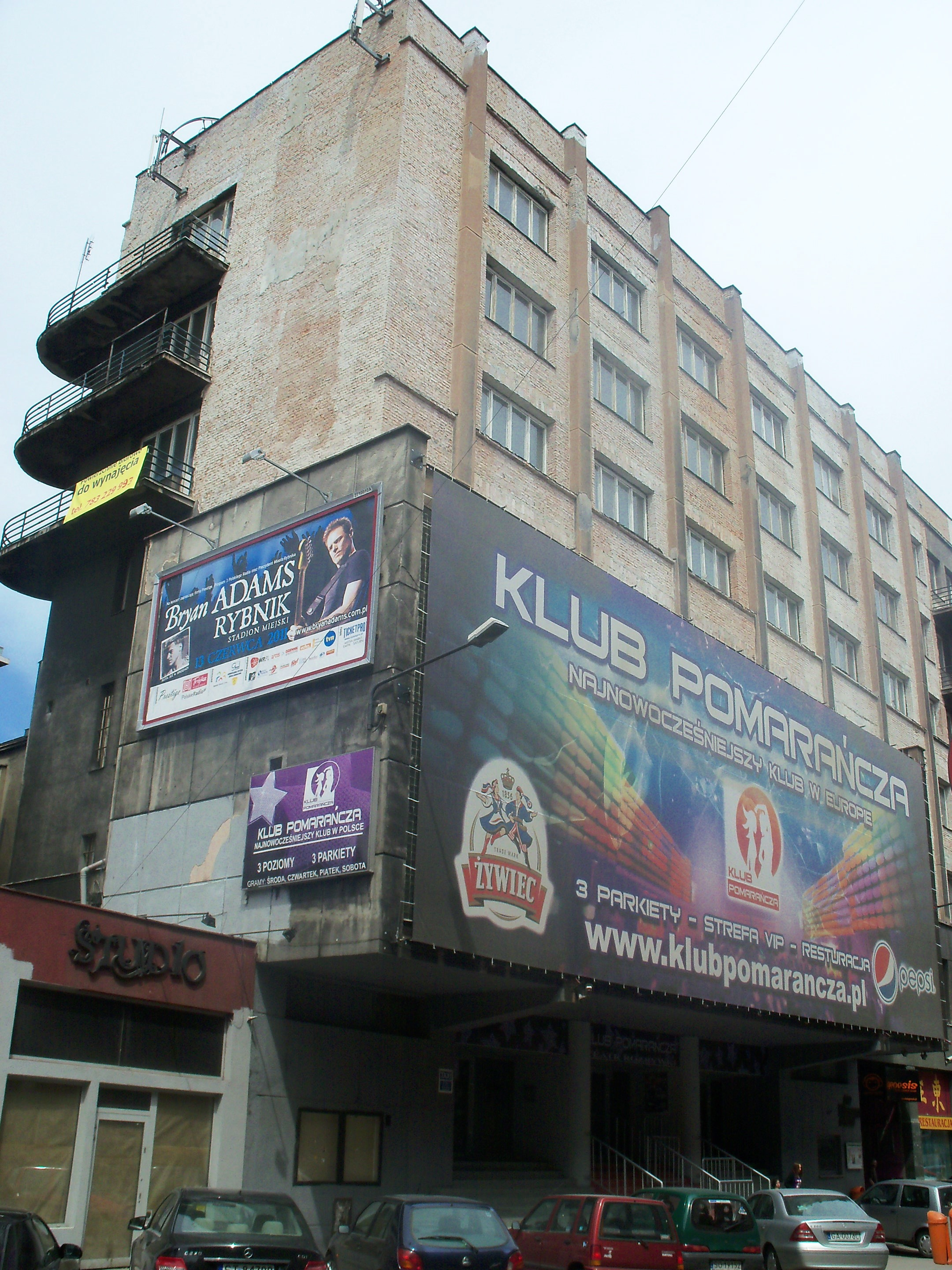
«Дім повстанця шльонського» в Катовицях (1936−1937).
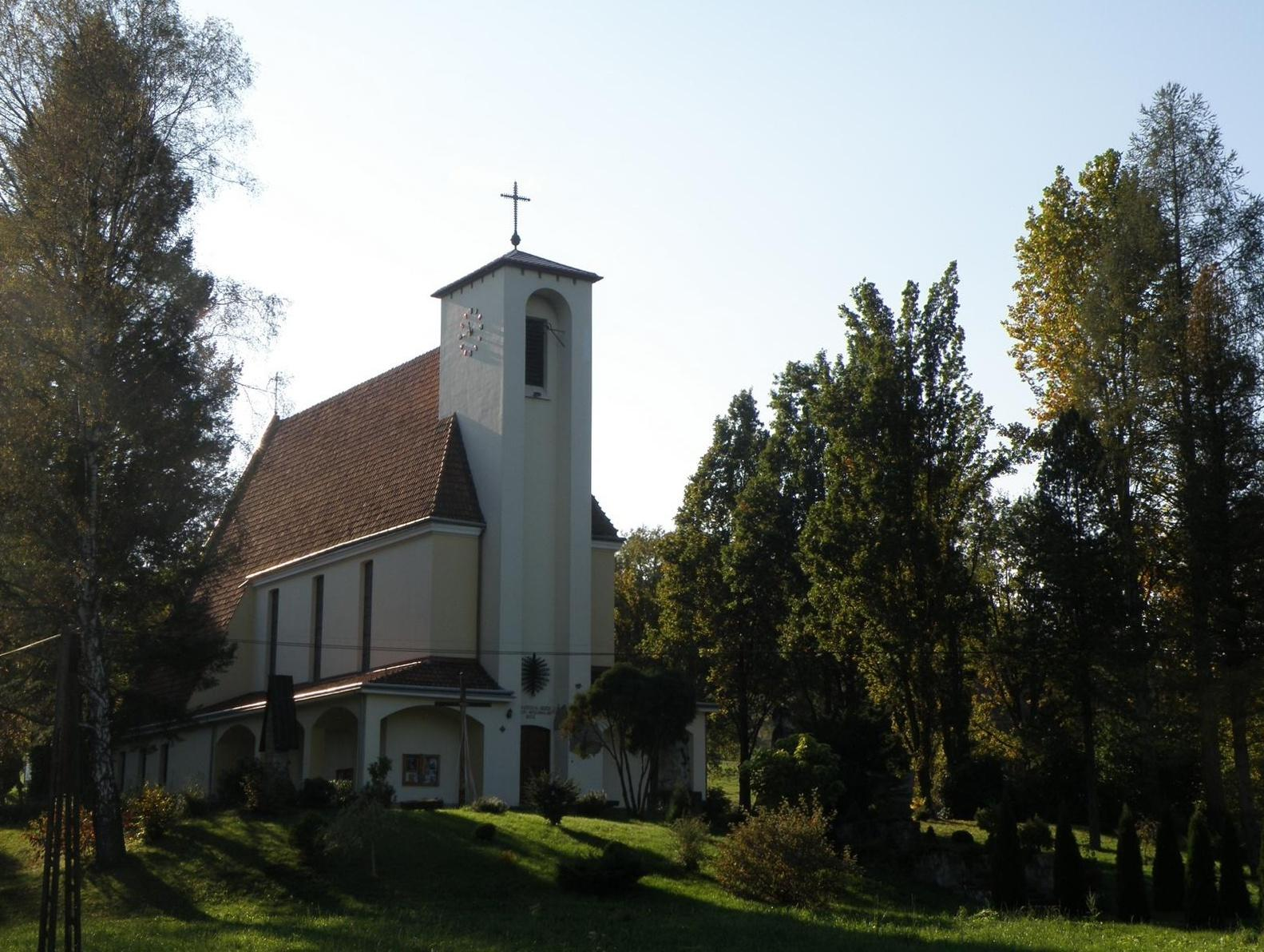
Костел в Жепєннику Стшижевському (1947—1949).
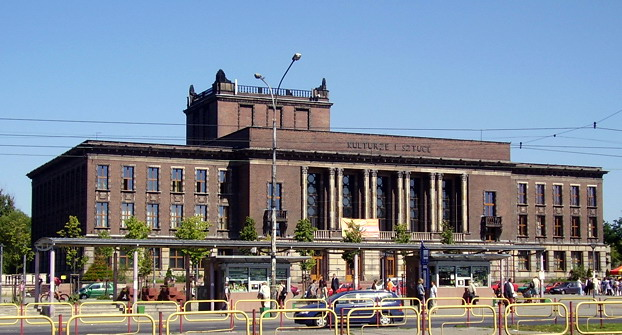
Палац культури в Домброві Гурничій (1951—1958).